# Хапчеранга
Хапчера́нга — село в Кыринском районе Забайкальского края России. Административный центр сельского поселения «Хапчерангинское».

## Основная информация
Расположено в 318 км от железнодорожной станции Дарасун. Возникло как центр добычи олова. В 1933 году Хапчеранга получила статус посёлка городского типа. С 1997 года — сельский населённый пункт.
В посёлке есть основная общеобразовательная школа и психоневрологический интернат.

## Население
| 1959 | 1970  | 1979  | 1989  | 2002  |
| ---- | ----- | ----- | ----- | ----- |
| 7043 | ↘5796 | ↘2528 | ↘1826 | ↘1082 |
| 2010 | 2012  | 2013  | 2014  | 2015  |
| ↘839 | ↘825  | ↘814  | ↘813  | ↘802  |
| 2016 | 2017  | 2018  | 2019  | 2020  |
| ↘800 | ↘798  | ↘791  | ↘780  | ↘753  |
| 2021 |       |       |       |       |
| ↘652 |       |       |       |       |

## Известные уроженцы
- Сухинина Анна Ивановна (1939—1992), советская шахматистка, двукратная чемпионка СССР в игре по переписке[19].